# Цаганаманское сельское муниципальное образование
Цаганаманское сельское муниципальное образование — сельское поселение в Юстинском районе Калмыкии. Административный центр - посёлок Цаган-Аман.

## География
Цаганаманское СМО расположено в северо-восточной части Юстинского района и граничит:
- на юго-западе — с Харбинским СМО;
- на западе — с Татальским СМО;
- на северо-западе, севере, востоке и юге - с Астраханской областью.

Территория СМО объединяет два резко контрастирующих участка и представлена полупустынной провинцией Прикаспийской низменности и Волго-Ахтубинской поймой.
Характерной особенностью почвенного покрова является его комплексность, которая проявляется в мозаичном сочетании бурых почв со светло-каштановыми, солонцами и солончаками. В пределах Волго-Ахтубинской поймы в зависимости от типа водного режима и связанных с ним растительным покровом и процессами обмена сформировались группы дерновых насыщенных, луговых насыщенных и лугово-болотных почв, в той или иной степени засоленных.

### Гидрография
Гидрографическая сеть развита в восточной части СМО и представлена рекой Волгой и её протоками.

### Климат
Территория Цаганаманского СМО относится к сухой зоне с обилием тепла и света и с недостаточным увлажнением. Годовой радиационный баланс составляет 45 ккал/см2. Продолжительность периода с температурой выше 0°С составляет 235-260 дней. Зима (декабрь–март) неустойчивая, с резкими колебаниями температуры воздуха. Морозы – -13..-19ºС, часто перемежаются с оттепелями. В отдельные годы морозы достигают – -37..-38ºС. Весна (март – апрель) короткая, малооблачная, сухая. Снег сходит в конце марта. Дневная температура воздуха в апреле +8..+12ºС. Иногда в конце весны с севера вторгаются холодные массы воздуха, приносящие с собой резкое похолодание; ночью до конца апреля возможны заморозки до -4ºС. В утреннее время возможны туманы продолжительностью по 2-3 часа. Лето (май–октябрь) сухое жаркое, с частыми суховеями. Дневные температуры воздуха с июня месяца +27..+35ºС, в наиболее жаркие дни до +38ºС. Осадки выпадают в июне-июле в виде непродолжительных грозовых ливней. Во второй половине лета дождей почти не бывает. Преобладает ясная, безоблачная погода. Туманов не бывает. Осень (октябрь–ноябрь) в основном пасмурная, прохладная, с моросящими дождями. Первые заморозки (-7ºС) начинаются с середины октября.

## Население
| 2002  | 2010  | 2011  | 2012  | 2013  | 2014  | 2015  |
| ----- | ----- | ----- | ----- | ----- | ----- | ----- |
| 5917  | ↗6034 | ↘6028 | ↘5948 | ↘5929 | ↘5895 | ↘5856 |
| 2016  | 2017  | 2018  | 2019  | 2020  | 2021  |       |
| ↘5784 | ↗5808 | ↗5833 | ↘5761 | ↘5722 | ↘5590 |       |

Численность населения Цаганаманского СМО по состоянию на 01.01.2012 года составила 6 094 человека. Большая часть населения (свыше 99,9 %) проживает в посёлке Цаган-Аман. Трудоспособное население составляет почти 60% общей численности. Население моложе трудоспособного возраста – 20,6%. Старше трудоспособного - 19,7%. Процесс воспроизводства населения в Цаганаманском СМО характеризуется нестабильностью и сменой естественной убыли естественным приростом населения. Миграционные процессы складываются неблагоприятно: в СМО отмечается значительный отток населения.

### Национальный состав
В Цаганаманском СМО проживают представители более 10 народов. В этнической структуре преобладают калмыки. На долю титульного этноса республики приходится более 80% населения муниципального образования. Доля русского населения составляет почти 14%. Еще 3,5% населения приходится на казахов. Доли остальных этносов незначительны и составляют менее 1%.

## Состав сельского поселения
| № | Населённый пункт | Тип населённого пункта          | Население |
| - | ---------------- | ------------------------------- | --------- |
| 1 | Цаган Аман       | посёлок, административный центр | ↘5578     |
| 2 | Цаган Булг       | посёлок                         | ↗12       |

## Экономика
Важной отраслью экономики СМО является сельское хозяйство со специализацией на животноводстве. На территории СМО действуют ГУП "Волжский", 37 КФХ и 280 ЛПХ. Развитие получило малое предпринимательство. В сфере розничной торговли и общественного питания действуют 69 предприятий, в сфере бытового обслуживания населения - 16.

## Транспортная инфраструктура
Транспортная инфраструктура СМО является достаточно развитой. Территорию пересекают федеральная магистральная автомобильная дорога М6 «Каспий» на участке Волгоград–Астрахань и река Волга. В посёлке Цаган-Аман завершается автодорога республиканского значения Утта - Цаган-Аман.